# Stenzengreith
Stenzengreith település Ausztriában, Stájerország tartományban, a Weizi járásban. 2015 óta Gutenberg-Stenzengreith része. Tengerszint feletti magassága 988 méter, területe 13,13 km². Lakosainak száma 521 fő.